# گربه طلایی آسیایی
گربه طلایی آسیایی (نام علمی: Pardofelis temminckii) نام یک گونه از سرده پلنگ‌گربه‌ها است. این گربه یکی از نزدیک ترین خویشاوندان گربه خلیجی می باشد.

## مشخصات ظاهری
طول بدن: cm ۱۰۵-۷۳
طول دم: cm ۵۶-۴۳
وزن:kg ۱۵-۸
رنگ بدن گربه طلایی آسیا از قهوه‌ای طلایی تا قرمز و قهوه‌ای مایل به خاكستری متغیر است. با این حال در بعضی مناطق پراكندگی اش نمونه هایی با طرح خالدار و رگه دار نیز یافته می‌شود. غیر از این شكل كاملاً سیاه آن نیز كمیاب نیست. در نواحی شمالی تر روی بدنش خال دارد. تقریباً تمام گربه های طلایی آسیا روی صورتشان علائمی از خطوط سیاه و سفید دارند. موهایش متراكم و زبر است و طولی متوسط دارد. سطح زیرین دمش سفید است و گمان می شود از آن برای علامت دادن استفاده می‌كند. نرها معمولاً از ماده ها درشت ترند.

## مناطق زندگی
گربه طلایی آسیا در جنگل های خشك خزان پذیر، جنگل‌های بارانی گرمسیری و گاهی مناطق صخره ای با چشم اندازهای باز به سر می برد و در بیشتر نواحی جنوب شرقی آسیا یافته می‌شود. گستره پراكندگی اینگونه از جنوب چین تا سوماترا (اندونزی) است. از غرب تا نپال و از شرق تا فوكین واقع در چین حضور دارد.

## رژیم غذایی
رژیم غذایی آن از خرگوش وحشی، گوزن كوچك، پرندگان، مارمولك و جانوران كوچك تشكیل می‌شود. گزارش شده كه گوسفند، بز و گوساله بوفالو را نیز شكار می‌كند. البته طعمه‌های بزرگتر را اغلب جفتی شكار می‌كنند.

## دلایل اهمیت
به خاطر پوست، گوشت و استخوان هایش شكار و خرید و فروش می‌شود. در جنوب شرقی آسیا مصرف غذایی دارد.